# (6354) Vangelis
(6354) Vangelis est un astéroïde de la ceinture principale découvert le 3 avril 1934 par l'astronome belge Eugène Joseph Delporte.

## Historique
Le lieu de découverte, par l'astronome belge Eugène Joseph Delporte, est Schaerbeek.
Sa désignation provisoire, lors de sa découverte le 3 avril 1934, était 1934 GA.

## Caractéristiques
Sa distance minimale d'intersection de l'orbite terrestre est de 1,230 940 ua
Il a été définitivement nommé en l'honneur du musicien et compositeur grec Vangelis en 2003.